# Gergei
Gergei är en ort och kommun i provinsen Sydsardinien i regionen Sardinien i sydvästra Italien. Kommunen hade 1 218 invånare (2017).